# Кібератака на Dyn
Кібератака на Dyn сталась 21 жовтня 2016 і складалась із багатьох DoS-атак, націлених на системи, якими оперує DNS-провайдер Dyn, що унеможливило доступ до багатьох головних інтернет платформ і сервісів у Європі й Північній Америці. Групи Анонімус і Хакери Нового Світу заявили про свою відповідальність за атаку.
Як DNS-провайдер, Dyn надає кінцевому користувачу послугу переведення доменного імені, наприклад, введеного у адресний рядок вебоглядача, у відповідну IP-адресу. DoS-атака включала десятки мільйонів запитів до системи з великої кількості IP-адрес. Вважається, що ця діяльність використовувала ботнет координовану через велику кількість пристроїв під'єднаних до інтернету — таких як принтери, камери, які були інфіковані Mirai. З оціненим навантаженням в 1,2 Тбіт/с, згідно з експертною думкою, атака стала найбільшою із зафіксованих.

## Час і вплив
Як заявляє Dyn, DDoS-атака почалась у 7:00 (EDT) і була розв'язана в 9:20. Другу атаку зафіксували в 11:52, інтернет користувачі почали скаржитись на складнощі доступу до мережевих сайтів. Третя атака почалась по обіді, після 16:00. У 18:11 Dyn відзвітував, що проблема розв'язана.

### Зачеплені сервіси
Сервіси зачеплені атакою включали:
- Airbnb[10]
- Amazon.com[7]
- Ancestry.com[11][12]
- The A.V. Club[13]
- BBC[12]
- The Boston Globe[10]
- Box[14]
- Business Insider[12]
- CNN[12]
- Comcast[15]
- CrunchBase[12]
- DirecTV[12]
- The Elder Scrolls Online[12][16]
- Electronic Arts[15]
- Etsy[10][17]
- FiveThirtyEight[12]
- Fox News[18]
- The Guardian[18]
- GitHub[10][15]
- Grubhub[19]
- HBO[12]
- Heroku[20]
- HostGator[12]
- iHeartRadio[11][21]
- Imgur[22]
- Indiegogo[11]
- Mashable[23]
- National Hockey League[12]
- Netflix[12][18]
- The New York Times[10][15]
- Overstock.com[12]
- PayPal[17]
- Pinterest[15][17]
- Pixlr[12]
- PlayStation Network[15]
- Qualtrics[11]
- Quora[12]
- Reddit[11][15][17]
- Roblox[24]
- Ruby Lane[12]
- RuneScape[11]
- SaneBox[20]
- Seamless[22]
- Second Life[25]
- Shopify[10]
- Slack[22]
- SoundCloud[10][17]
- Squarespace[12]
- Spotify[11][15][17]
- Starbucks[11][21]
- Storify[14]
- Tumblr[11][15]
- Twilio[11][12]
- Twitter[10][11][15][17]
- Verizon Communications[15]
- Visa[26]
- Vox Media[27]
- Walgreens[12]
- The Wall Street Journal[18]
- Wikia[11]
- Wired[14]
- Wix.com[28]
- WWE Network[29]
- Xbox Live[30]
- Yammer[22]
- Yelp[12]
- Zillow[12]